# Chamusca
Chamusca és un municipi portuguès al districte de Santarém (subregió de Lezíria do Tejo, regió d'Alentejo). L'any 2006 tenia 11.157 habitants. Limita al nord amb Vila Nova da Barquinha, a l'est amb Constância i Abrantes, al sud-est amb Ponte de Sor, al sud amb Coruche, a l'oest amb Almeirim, Alpiarça i Santarém i al nord-oest amb Golegã.

## Població
| Població del concelho de Chamusca (1801 – 2004) | Població del concelho de Chamusca (1801 – 2004) | Població del concelho de Chamusca (1801 – 2004) | Població del concelho de Chamusca (1801 – 2004) | Població del concelho de Chamusca (1801 – 2004) | Població del concelho de Chamusca (1801 – 2004) | Població del concelho de Chamusca (1801 – 2004) | Població del concelho de Chamusca (1801 – 2004) | Població del concelho de Chamusca (1801 – 2004) |
| ----------------------------------------------- | ----------------------------------------------- | ----------------------------------------------- | ----------------------------------------------- | ----------------------------------------------- | ----------------------------------------------- | ----------------------------------------------- | ----------------------------------------------- | ----------------------------------------------- |
| 1801                                            | 1849                                            | 1900                                            | 1930                                            | 1960                                            | 1981                                            | 1991                                            | 2001                                            | 2004                                            |
| 2725                                            | 4313                                            | 10418                                           | 12925                                           | 15871                                           | 13135                                           | 12282                                           | 11492                                           | 11313                                           |